# Linus (påve)
Linus, född i Toscana, död i Rom, var påve antingen från 64 eller 67 till 76 eller 79 och Petrus efterträdare som biskop av Rom. Linus vördas som helgon inom Romersk-katolska kyrkan och Ortodoxa kyrkan. Hans minnesdag firas den 23 september i väst och 5 november i öst.

## Biografi
Det finns flera källor som nämner Linus, men dessa framlägger olika uppgifter. I Liber Pontificalis hävdas det att Linus kom från Toscana och att hans far hette Herculanus, att han utgav en föreskrift om att kvinnor skulle ha huvudbonad vid kyrkobesök, att han dog martyrdöden och att han är begravd vid sidan om den förste påven Petrus. En Linus omnämns också i Paulus brev, men om det är samma person är okänt. Hans minnesdag i Romersk-katolska kyrkan är den 23 september, vilket även det bygger på Liber Pontificalis.
Enligt Irenaeus valdes Linus av prästerskapet i Rom och stadens invånare efter att apostlarna avlidit.